# 특별수사본부 외팔이 김종원
"특별수사본부 외팔이 김종원"은 1975년에 개봉한 대한민국의 영화이다.

## 캐스팅
- 박근형
- 우연정
- 이치우
- 문오장
- 이종만
- 김남일
- 김애경
- 최성
- 나시찬
- 이강조
- 박동룡
- 권오상
- 최무웅
- 황건
- 최재호
- 장춘언
- 임해림
- 왕은희
- 전효진
- 차서영
- 현주
- 김경희
- 노사강
- 최은하
- 안진수
- 나갑성
- 박용일
- 임생출
- 이예성
- 최민규
- 최석
- 이석구
- 한명환
- 정규영
- 박종설